# Maria Duchêne
Maria Duchêne-Billiard (Francia, 5 dicembre 1883 – New York, 2 aprile 1947 (63 anni)) è stata un contralto francese naturalizzato statunitense del Metropolitan Opera dal 1912 al 1916.
Ha interpretato ruoli come Amneris in Aida, Giulietta in I racconti di Hoffmann, Lola in Cavalleria rusticana, Maddalena in Rigoletto. Ha cantato il ruolo della Vecchia in L'amore dei tre re, Rosette in Manon, Schwertleite in La Valchiria e il Madrigalista solista in Manon Lescaut, tra gli altri.

## Biografia

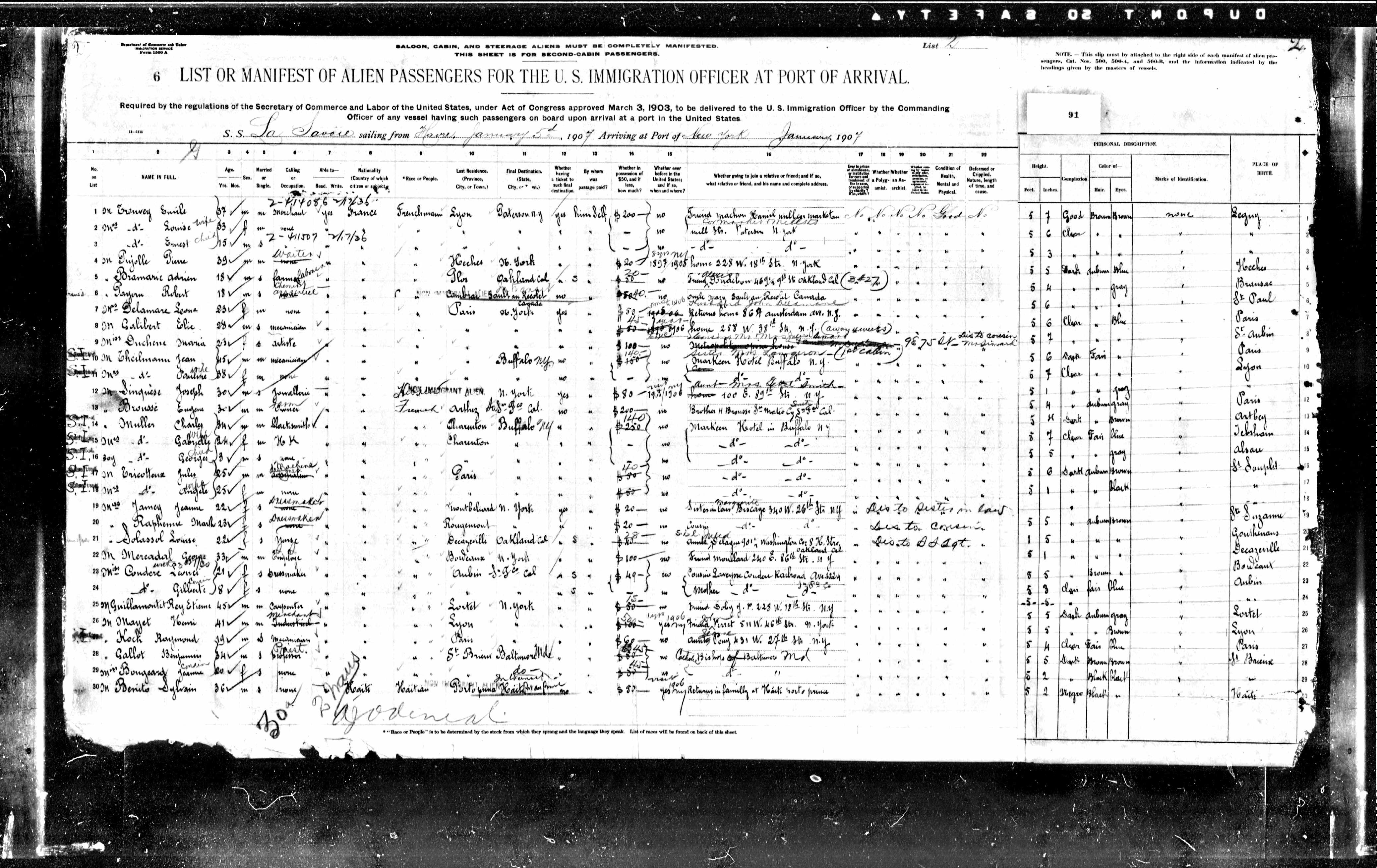
L'arrivo della Duchêne negli Stati Uniti nel 1907 sulla SS La Savoie

### Primi anni
Maria Duchêne nacque in Francia ed arrivò negli Stati Uniti nel 1907 all'età di 23 anni, definendosi già "artista". Nel 1910 creò il ruolo di Adah in Naughty Marietta a Broadway.

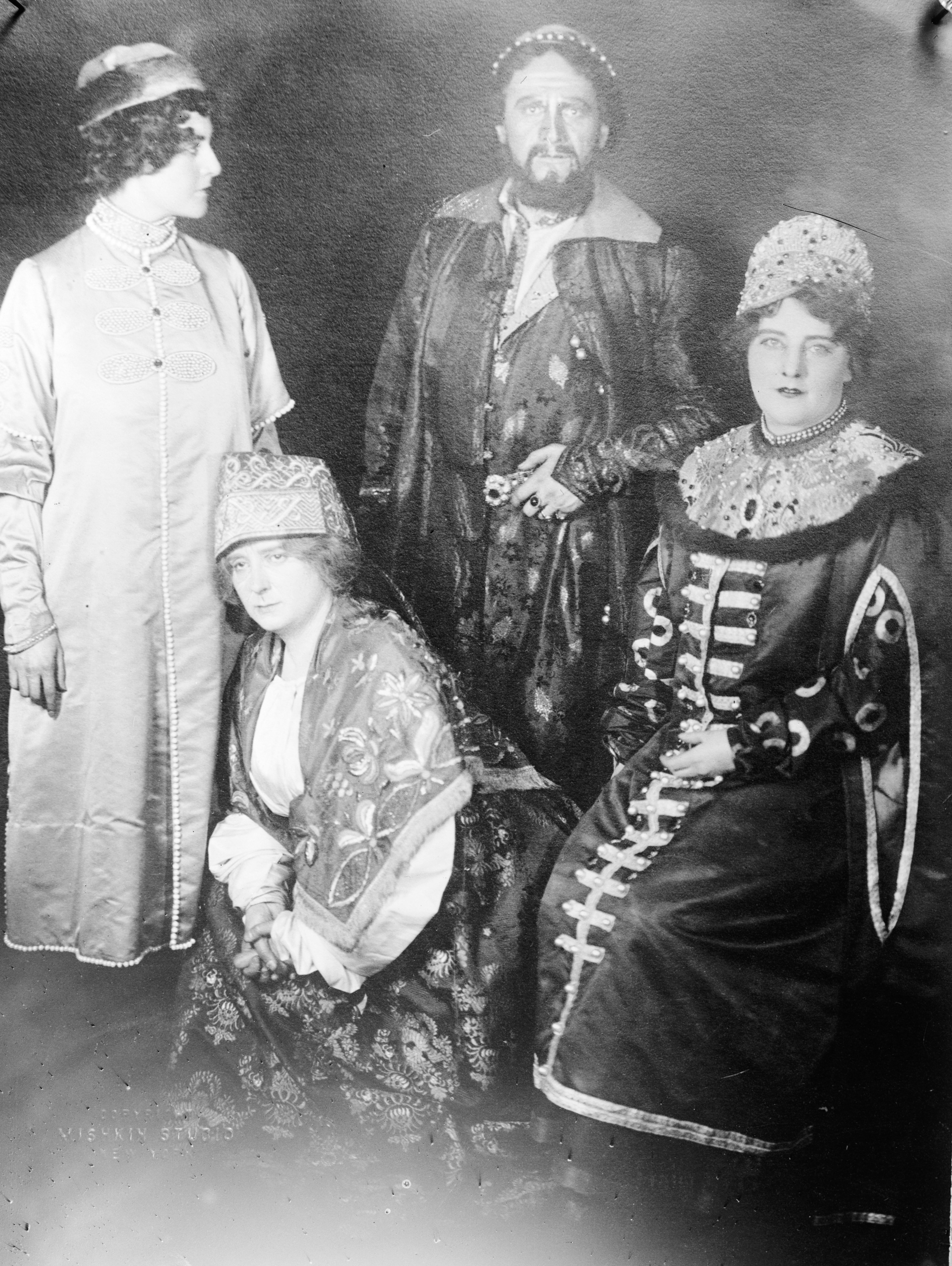
La prima nel 1912 al Metropolitan Opera del Boris Gudonov con Anna Case, Marie Duchène, Adamo Didur, come Boris Godunov, e Leonora Sparkes

### La carriera
Debuttò al Metropolitan Opera il 16 marzo 1912 come La Cieca ne La Gioconda di Amilcare Ponchielli con Emmy Destinn nel ruolo della protagonista, Enrico Caruso nel ruolo di Enzo e Arturo Toscanini alla direzione. È apparsa nella prima americana di Boris Godunov come l'infermiera nel 1912 con Toscanini alla direzione. Il 12 marzo 1913 doveva cantare il ruolo di Giulietta ne I racconti di Hoffmann quando svenne; il suo ruolo fu rilevato dalla signora Fremsted, che aveva cantato quella parte quando l'opera era stata presentata in anteprima negli Stati Uniti.
Con la compagnia interpretò in particolare il ruolo della contadina nella prima statunitense del Julien di Gustave Charpentier il 26 febbraio 1914. Sua madre, Elizabeth Duchêne (1859–1915) morì nel 1915 di polmonite proprio mentre la Duchêne stava per salire sul palco come Lola in Cavalleria rusticana.
La sua ultima e 166ª esibizione con il Met fu come Ulrica in Un ballo in maschera in un'esibizione fuori città al Boston Opera House il 18 aprile 1916.

### Vita privata
Il 7 ottobre 19?? sposò André Dumont (1896–1942), armoniumista francese a Les Andelys. Divorziarono l'11 agosto 1937.
Morì il 2 aprile 1947.